# يوهان يوزف أبيرت
يوهان يوزف أبيرت Johann Joseph Abert (ولد في سبتمبر 1832 في بوهيميا الواقعة حاليا في جمهورية التشيك – ومات في أبريل 1915 في شتوتغارت) هو مؤلف موسيقي ألماني.
درس الموسيقى في كونسرفتوار براغ. قاد فرقة موسيقية في شتوتغارت. وألف العديد من مقطوعات موسيقى الحجرة ولحتن الكثير من الأغاني وكذلك الأوبرات. له سبع سيمفونيات أبرزها السيمفونية السابعة المعروفة باسم سيمفونيا الربيع، والسيمفونية الثانية في سي مينور والتي تعتبر الأفضل.
توجد مخطوطاته في مكتبة ولاية فورتمبرغ وأرشيف مارباخ الألماني.
ابنه هو المؤرخ الموسيقي هيرمان أبيرت.

## روابط خارجية
- يوهان يوزف أبيرت على موقع ميوزك برينز (الإنجليزية)
- يوهان يوزف أبيرت على موقع أول ميوزيك (الإنجليزية)